# Rejo Mulyo (Pasir Sakti)
Rejo Mulyo is een bestuurslaag in het regentschap Lampung Timur van de provincie Lampung, Indonesië. Rejo Mulyo telt 4748 inwoners (volkstelling 2010).